# Bothrideridae

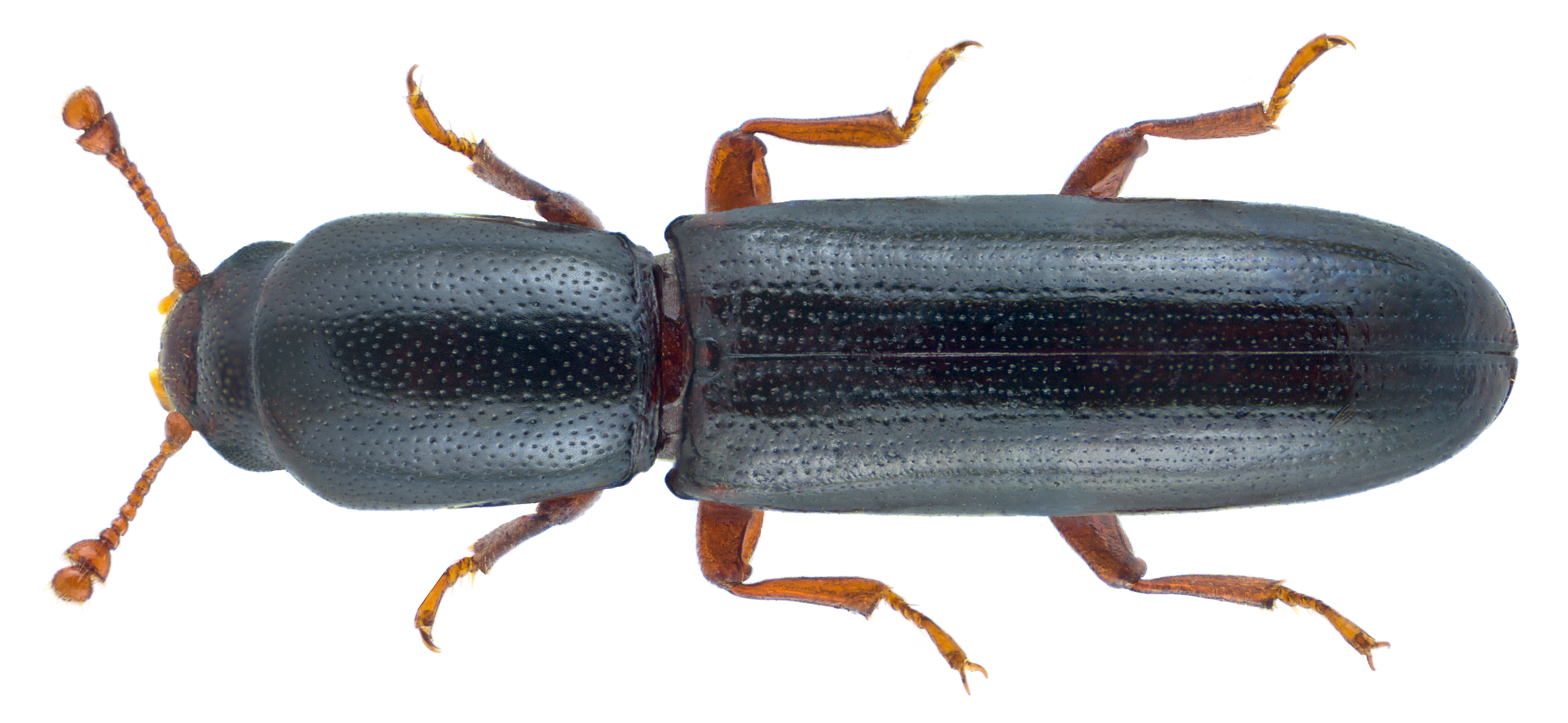
Teredus cylindricus

Bothrideridae es una familia de coleópteros polífagos.

## Subfamilias
- Anommatinae -
- Bothriderinae -
- Teredinae -
- Xylariophilinae